# Aide médicale d'État
L'aide médicale d'État (AME), officiellement appelée aide médicale de l'État, est une aide sociale française principalement destinée à prendre en charge les dépenses médicales des étrangers en situation irrégulière sur le territoire français.
L'aide est accordée à condition de résider en France depuis plus de trois mois et de justifier de ressources financières inférieures au plafond de la Complémentaire santé solidaire (C2S) sans participation financière (anciennement Couverture maladie universelle complémentaire (CMU-C)).
Elle est créée en 2000 par le gouvernement Jospin en même temps que la CMU (Couverture maladie universelle), devenue en 2016 la Protection universelle maladie (PUMa), en remplacement de l'assistance médicale gratuite financée par les départements. La droite n'a pas cessé depuis de vouloir en restreindre l'accès, en avançant des arguments, financiers, sociaux ou symboliques. Elle oppose la crainte d'un dévoiement du système de protection sociale, qui encouragerait l’immigration irrégulière à la nécessité de protéger une population vulnérable, dans une démarche de santé publique. Dans leur rapport 2023, Claude Évin et Patrick Stéfanini concluent cependant que rien n'étaye les craintes d'abus ou de fraude. 

## Historique

### De l'assistance médicale gratuite en 1893 à l'aide médicale d'État en 2000
Précurseure de l'AME, l'assistance médicale gratuite (AMG)  est créée par la loi du 15 juillet 1893: elle permet aux malades les plus pauvres de bénéficier d’un accès gratuit aux soins de santé. Après la création de la sécurité sociale en 1945, le dispositif est précisé par le décret no 53-1186 du 29 novembre 1953 relatif à la réforme des lois d’assistance, dont l’article 1er énonce : « Toute personne résidant en France bénéficie, si elle remplit les conditions légales d’attribution, des formes de l’aide sociale […]. » Complétant la loi no 83-8 du 7 janvier 1983 relative à la répartition de compétences entre les communes, les départements, les régions et l'État, la loi no 83-663  du 22 juillet 1983 instaure l’Aide médicale départementale (AMD) en transfétant l'AMG aux départements. La loi no 92-722 du 29 juillet 1992 — portant adaptation de la loi no 88-1088 du 1er décembre 1988 relative au revenu minimum d'insertion (RMI) et relative à la lutte contre la pauvreté et l’exclusion sociale et professionnelle — assouplit les conditions d’accès à l’AMD en l'accordant à tous les bénéficiaires du RMI.
La loi 99-641 du 27 juillet 1999 relative à la couverture maladie universelle (CMU), portée par les ministres du gouvernement Jospin Bernard Kouchner et Martine Aubry, entre en vigueur le 1er janvier 2000 et remplace l'AMD par l'AME. Cette loi devait remplacer l’AMD par une protection maladie « universelle », mais la condition de régularité de séjour pour bénéficier de l’assurance maladie (prévue par la loi « loi Pasqua » du 24 août 1993 relative à la maîtrise de l’immigration et aux conditions d’entrée, d’accueil et de séjour des étrangers en France) entraîne le maintien d’un dispositif spécifique pour les personnes sans-papiers.
Dans un rapport publié en 2007, l'IGAS et l'IGF concluent à la nécessité du maintien du dispositif existant et écartent la possibilité de limiter la prise en charge aux seuls soins urgents ou de définir un panier de soins spécifiques. Selon le rapport, loin de constituer une source d'abus majeur, l'AME répond à un véritable objectif de santé publique.

### Réforme de 2011
Sous la présidence de Nicolas Sarkozy, la ministre de la Santé, Roselyne Bachelot, déclare le 16 juin 2010 devant la commission des finances du Sénat, qu'une « participation financière des bénéficiaires » s'impose et qu'elle compte « la proposer dans le prochain projet de loi de finances » pour 2011. Le gouvernement le justifie par la hausse depuis plusieurs années du coût de l'AME (+15 % en 2009, avec 546 millions d'euros). Le 2 novembre 2010, l'Assemblée nationale adopte un projet de loi visant à imposer des conditions à l'accès à l'AME. La loi de finances de 2011 introduit, pour les demandes déposées à compter du 1er mars 2011, l'acquittement d'un droit d'entrée annuel de 30 euros pour les étrangers majeurs. Cette modification met fin à la gratuité pour les demandeurs bénéficiant de ressources inférieures à un montant révisé annuellement. Ainsi, en 2011, les étrangers en situation irrégulière bénéficiaires de l'AME étaient ceux dont les revenus ne dépassaient pas 634 € par mois . Avec la réforme de 2011, seuls leurs conjoints et leurs enfants peuvent être leurs ayants droit. Auparavant les ascendants et les collatéraux pouvaient également être les ayants droit du bénéficiaire. Le quotidien Libération parle de la « colère des associations » au vu des projets de réforme et fait remarquer que « faire payer 30 euros aux 210 000 bénéficiaires ne rapporterait que 6 millions d'euros ». D'autres estiment que cette mesure risque d'accroître les dépenses de l'État. La loi Besson sur l'immigration supprime en 2011 la possibilité pour les centres communaux d'action sociale (CCAS) et les centres intercommunaux (CIAS) de constituer des dossiers d'accès à l'AME.
Début 2011, quinze jours après le vote de la réforme, le site Internet de la Documentation française publie discrètement une expertise de l'IGAS et de l'IGF qui expliquait que le droit d'entrée était « financièrement inadapté, administrativement complexe et porteur de risques sanitaires ». Le document qui contredisait le gouvernement avait été gardé secret. Les associations dénoncent une « rétention d'information » et un « déni de démocratie ».
Le 31 juillet 2012, dans le cadre de la loi de finances rectificative, Le Parlement abroge la franchise de 30 € et l'autorisation préalable de prise en charge pour les soins hospitaliers, selon la promesse de campagne de François Hollande,. La mesure est dénoncée par la droite ; Dominique Tian estime que l'AME a un « coût exorbitant » du fait de la  « fraude », et que la suppression de la franchise va « créer un appel d'air pour les candidats à l'immigration clandestine ».

### Depuis 2012
La droite tente à de multiples reprises à partir de 2012 de réduire ou supprimer l'AME, mais la mesure est à chaque fois bloquée par l'Assemblée nationale,.
En septembre 2012, Jean-François Copé (UMP) demande la suppression « à l'exception des situations d'urgence », et le Front national sa suppression pure et simple. En octobre, une proposition de loi UMP présentée notamment par les députés Christian Jacob et Claude Goasguen vise à réguler l'aide médicale d'État (AME),. L'UMP veut revenir sur les mesures annulées en 2012 et étendre la procédure de l'accord préalable à tous les soins de ville.
En 2017, la suppression de l'AME figure dans les programmes de François Fillon et Marine Le Pen, laquelle voit dans cette aide une « pompe aspirante » de l’immigration. Emmanuel Macron se démarque en excluant catégoriquement de revenir sur ce dispositif. En juin 2018, le sénateur LR Roger Karoutchi fait adopter par le Sénat, pendant l'examen du projet de loi Collomb et du projet de loi de finances pour 2020, des amendements transformant l'AME en « aide médicale d'urgence » conditionnée au paiement d'un droit annuel, et réservée aux « maladies graves et douleurs aiguës », aux soins liés à la grossesse, aux vaccinations réglementaires et aux examens de médecine préventive. En 2019, le président Emmanuel Macron dénonce le « dévoiement des systèmes médicaux par des personnes ne relevant pas de l’asile », auxquelles il souhaite dorénavant réserver le dispositif,,, contre l'avis de certains députés LRM et MoDem.
Le gouvernement d’Edouard Philippe change la condition d'ancienneté sur le territoire (qui passe de trois mois de présence à trois mois d’irrégularité de séjour sur le territoire), ajoute une obligation de dépôt physique des premières demandes au guichet des caisses primaires d’assurance maladie, et un délai de carence de neuf mois pour accéder à certains soins non urgents (prothèse de hanche ou de genou, cataracte…),. À partir de 2021, certaines opérations ou soins de ville considérés comme « secondaires » ne sont accessibles que neuf mois après la demande d'AME, qui doit être faite auprès de l'Assurance-maladie, d'un hôpital ou d'une permanence d’accès aux soins, et non plus auprès d'une commune, des services sociaux départementaux ou d’une association.
En décembre 2022, le sénateur LR Christian Klinger reprend les contours de la proposition de Roger Karoutchi et fait adopter par le Sénat un amendement au projet de loi de finances 2023 visant à remplacer l’AME par une aide médicale de santé publique. Michel Barnier (LR) défend notamment l’abrogation de l'AME pendant le congrès des Républicains de 2022 ; c'est aussi une mesure présente dans le programme du Rassemblement national pour la présidentielle de 2022.
En mars 2023, la sénatrice LR Françoise Dumont fait adopter un amendement au projet de loi immigration remplaçant l’AME par une aide d’urgence réservée à « la prise en charge des situations les plus graves et sous réserve du paiement d’un droit de timbre ». Il s'agit de « stopper la distribution d’aides incontrôlées, qui créent un “appel d’air” migratoire ». Le 17 septembre 2023, Véronique Louwagie (LR) fait un nouvelle proposition visant à diminuer le nombre de personnes éligibles au dispositif, à introduire un délai de carence de neuf mois et à empêcher l’obtention de réductions tarifaires dans les transports pour les étrangers à l’AME,. En décembre 2023, acculée par la droite pendant les négociations de la commission mixte paritaire sur le projet de la nouvelle loi immigration, Élisabeth Borne promet d’« engager en début d’année 2024 » une réforme de l’AME. Le projet de loi prévoit que l'AME est maintenue mais sera étudiée séparément en 2024,. Élisabeth Borne affirme le 20 décembre qu'il n'est « pas question de supprimer l’AME ». Devenu Premier ministre, Gabriel Attal annonce qu’une réforme de l'AME interviendra par voie réglementaire avant l'été 2024, avec comme base le rapport Évin-Stefanini,, ce qui inquiète les associations.
En 2024, dans le gouvernement Barnier, la remise en cause de l'AME est l'une des premières mesures annoncées par le nouveau ministre de l'intérieur Bruno Retailleau (LR). Elle est aussi exigée par l'extrême droite, alors que la ministre de la Santé Geneviève Darrieussecq (MoDem) s'était prononcée contre sa suppression un an auparavant,, et que huit anciens ministres de la santé mettent en garde contre cette remise en cause.

## Fonctionnement
L'AME est organisée aux articles L251-1 et suivants du Code de l'action sociale et des familles.

### Bénéficiaires
Le terme regroupe trois dispositifs distincts.
- L’AME de « droit commun » (95 % des dépenses d’AME) permet la prise en change sous conditions, de soins délivrés à des étrangens en situation irrégulière, à la hauteur des tarifs de sécurité sociale. Les bénéficiaires sont listés à l'article L251-1 du Code de l'action sociale et des familles[41].
- Le dispositif « soins urgents » (5 % des dépenses) concerne les personnes qui ne peuvent pas encore bénéficier de l'AME de droit commun, parce que leur dossier est en cours d'instruction ou parce qu'elles ne remplissent pas la condition de durée du séjour en France. Seuls les soins vitaux pour la personne ou un enfant à naître sont pris en charge[42].
- L’AME « humanitaire » est un dispositif dérogatoire marginal, qui nécessite l'accord du ministre de la santé et permet à des personnes ne résidant pas en France (moins de cent par an) de recevoir des soins hospitaliers[42].

En 2015, le bénéficiaire type de cette prestation sociale « est un homme jeune âgé de 30 à 34 ans ». Pour les deux tiers d'entre eux, les bénéficiaires se trouvent en région parisienne, dans les Bouches-du-Rhône et en Guyane. Les demandeurs d’asile sont sous le régime de la protection universelle maladie, et ne sont donc pas concernés par l’AME.

### Soins pris en charge
L'AME exclut depuis 2011 les soins relatifs à la procréation médicalement assistée, les médicaments à service médical rendu faible, les médicaments princeps dès lors qu’existe un générique, et les soins thermaux.

### Exception mahoraise
L'AME n'existe pas à Mayotte, mais les soins sont pris en charge par l’agence régionale de santé. Les personnes en situation irrégulière ne disposent d’aucune protection et doivent payer leurs soins, malgré les demandes du Défenseur des droits.

## Coût

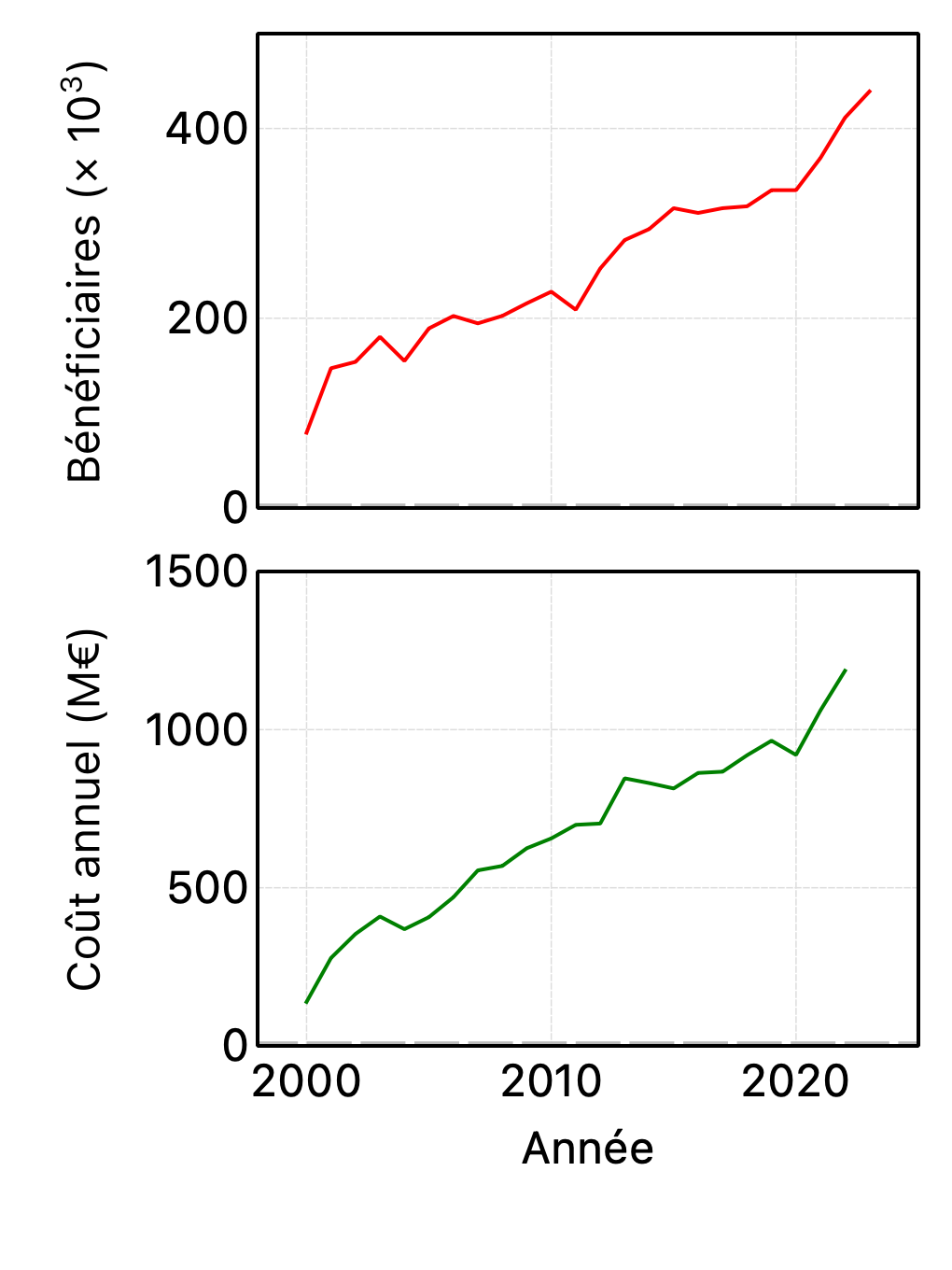
Évolution du coût et du nombre de bénéficiaires de l'AME en France,,,,,.

Comme son nom l’indique, l'AME est financé par le budget de l'État et non l'assurance maladie. Plus précisément, les dépenses sont une des deux actions (avec le Fonds d'indemnisation des victimes de l'amiante) du programme « Protection maladie » de la mission « santé ».
Au 31 décembre 2020, le nombre de bénéficiaires s’élevait à 382 899, contre 208 974 au 31 décembre 2011 et 180 415 au 31 décembre 2003. Le budget était de 588 M€ en 2012 et 233,48 M€ en 2007. En 2021, le Sénat pointe  la sous-budgétisation des crédits prévus pour l'AME par rapport aux dépenses effectives qui amène a un déficit ainsi que « des solutions insuffisantes pour endiguer le flux ». Pour 2022, le budget présenté dans le projet de loi de finances est de 1 079 M€, décomposés en 1 008 M€ pour l'AME de droit commun, 70 M€ pour les soins urgents et 1 M€ pour l'AME humanitaire et l’aide médicale pour les personnes gardées à vue.
Ce milliard d'euros en 2022 équivaut à un peu moins de 0,5 % des dépenses de santé de l'Assurance maladie (254,9 milliards d'euros),.

## Critiques
L'AME est accusée de dérives et de dysfonctionnements, alors qu'elle est très contrôlée par l'IGAS et l'IGF (qui a publié des rapports en 2003, 2007, 2010, 2019, et 2023). Elle est régulièrement remise en question, principalement par les élus de droite et d'extrême droite.

### Inégalité devant l'accès au soin
Pour justifier cette modification des conditions d'accès à l'AME, par exemple, le député UMP Dominique Tian déclarait qu'« un travailleur qui paye ses cotisations sociales obligatoires mais qui n'a pas de mutuelle complémentaire a une moins bonne couverture qu'un étranger en situation irrégulière bénéficiaire de l'AME », ce qui est faux et participe aux fausses informations circulant sur l'AME afin de justifier son abrogation ou des changements,.

### Difficultés d'accès au dispositif
Des études sociologiques montrent que l'obtention de cette aide relève d'un parcours du combattant, .
En 2019, seules 51 % des personnes éligibles étaient effectivement couvertes. L'accès au dispositif est complexe et augmente avant tout avec la durée de séjour sur le territoire, mais même après plus de cinq ans de résidence en France, 35 % des personnes éligibles n’ont toujours pas l’AME. La maîtrise du français est l'autre principal déterminant de l’accès à l’AME, et la part des personnes en bénéficiant tombe à 17% pour celles qui ont une mauvaise maîtrise de la langue.
Des associations ont constaté en 2023 les difficultés croissantes dans l’accès à l’AME. Le dépôt de la demande  en main propre au guichet d'une CPAM, dans certains départements après une prise de rendez-vous sur un site internet ou via un numéro surtaxé, est lent, source de difficultés considérables et très variable d'un département à l'autre.

### Fraude
Jean Leonetti, vice-président du groupe UMP de l'Assemblée Nationale, avance en 2010 que l'AME serait utilisée par « des filières de fraudes ». Le député UMP et urologue Bernard Debré pointe aussi les risques de fraude : selon lui les étrangers voudraient  « qu'on leur trouve une maladie grave! Certains sont même prêts à se faire opérer quatre ou cinq fois » pour augmenter leurs chances de régularisation.
Le rapport de l'IGAS et de l'IGF de 2010 estime au contraire que le risque de fraudes est faible, et que la hausse des coûts (+ 13,3 % en 2009) ne s'explique pas par une croissance du nombre de bénéficiaires, mais par l'effort d'amélioration du contrôle des droits dans les hôpitaux, qui permet un meilleur recouvrement des dépenses. Claude Goasguen, très opposé à l'AME, reconnaît en 2011 que la « fraude constatée ne permet pas d’expliquer la croissance des dépenses ».
Dans leur rapport 2023, Claude Évin et Patrick Stéfanini écrivent que les faits listés dans leur rapport démontrent que le dispositif est « encadré (...) contrôlé (...) ne génère pas de consommations de soins faisant apparaître des atypismes, abus ou fraudes structurelles [même si rien ne peut] totalement prémunir contre les risques d’abus ou de fraudes d’une manière générale ». Le Monde résume le rapport en écrivant à ce sujet que « Loin de l’idée, encore agitée à droite, d’un dispositif exposé à la fraude, les rapporteurs rappellent que rien n’étaye l’idée d’« abus », et avec 14 % des dossiers contrôlés, l’AME est « la prestation gérée par l’Assurance-maladie dont le taux de contrôle est le plus élevé », alors qu’elle ne constitue que 0,5 % des dépenses globales ».

### Tourisme médical
Selon Le Figaro, le périmètre d'application de l'AME est large. Dès trois mois de présence sur le sol français, « l’AME permet la prise en charge à 100 % des soins médicaux et hospitaliers (tarifs conventionnés) et sans avance de frais pour : les soins médicaux et dentaires, les médicaments, les frais d’analyses, les frais d’hospitalisation et d’intervention chirurgicale, les frais pour certaines vaccinations et certains dépistages, les frais liés à la contraception, à l’interruption volontaire de grossesse, etc ». Au bout de 9 mois de présence en France, le périmètre s’élargit encore aux soins liés à « des pathologies non sévères ». Parmi celles-ci, on trouve les interventions pour oreilles décollées, mais aussi les prothèses de genou, prothèses d’épaule, prothèses de hanche, ou encore gastroplasties pour obésité. Pour toutes ces prestations, les transports ainsi que les actes de masso-kinésithérapie prescrits a posteriori sont pris en charge. Jusqu’en 2011, la procréation médicalement assistée (PMA) et les cures thermales étaient également remboursées. Plusieurs médecins ont dénoncé dans la presse généraliste des formes de tourisme médical aux frais du contribuable,.
Selon Jean-François Corty, vice-président de Médecins du Monde, il s'agit d'une diffusion de fausses allégations « certains propos d'élus mentionnant des abus pour de la chirurgie esthétique ou des cures thermales relèvent tout simplement du fantasme ». Claude Évin et Patrick Stéfanini concluent également que « l’AME n’apparaît pas comme un facteur d’attractivité pour les candidats à l’immigration ». Pour Jean-François Corty, médecin, chercheur et vice-président de Médecins du Monde, « le supposé appel d'air n'existe pas dans le monde réel, ce n'est qu'une vue de l'esprit ».

## Défense de l'AME
La suppression de l'AME poserait un grave problème de santé publique, sur le plan sanitaire, économique et éthique. La restriction de l'accès aux soins des plus précaires conduirait à la propagation et l'aggravation de maladies évolutives. Cela se traduirait par un afflux de patients arrivant plus tard, avec des troubles plus sévères et coûtant encore plus cher.
Sur cette base, la plupart des leaders d'organisations médicales défendent le maintien de l'AME : c'est le cas de la CSMF, de MG France, de UFML (Union Française pour une Médecine Libre), de l'ISNI (InterSyndicale Nationale des Internes), et de la conférence nationale des présidents de CME de CHU.
En octobre 2023, le président du Comité consultatif national d'éthique pour les sciences de la vie et de la santé, Jean-François Delfraissy prend position pour la sauvegarde de l'AME considérée comme un dispositif indispensable : priorité doit être donnée au respect de la dignité des personnes, à la fraternité et à la solidarité. En 2017, un avis du CCNE sur la santé des migrants dénonçait une « instrumentalisation de la santé comme outil de refoulement ». D'autres voix, allant dans le même sens, se font entendre comme celles des fédérations hospitalières et de l'Ordre des médecins, de Médecins du monde ou du Comede.
Le 11 novembre 2023, dans un appel transmis à l'AFP, 3 500 médecins signent une « déclaration de désobéissance » après l'adoption par le sénat d'un amendement supprimant l'AME pour la transformer en « aide médicale d'urgence ». Parmi les signataires se trouvent Antoine Pelissolo et Patrick Pelloux.
Dans un communiqué publié le 28 novembre 2023 (voté par 70 voix pour, 7 contre et 8 abstentions), l'Académie nationale de médecine rappelle la nécessité de maintenir l'AME « qui obéit au principe qui guide notre éthique de médecin avec le devoir de prendre en charge tout patient, quelle que soit sa situation, régulière ou non » et qui conclut « L’ANM réaffirme son opposition à toute restriction du champ d’application des soins qui implique la distinction artificielle entre soins urgents et non-urgents ».
Dans leur rapport 2023 Claude Évin et Patrick Stéfanini s'opposent au projet sénatorial de remplacer l’AME par une aide médicale d’urgence, qui augmenterait le « renoncement aux soins », avec comme conséquences  « une dégradation de l’état de la santé des personnes concernées, des conséquences possibles sur la santé publique et une pression accentuée sur les établissements de santé » et finalement une augmentation du coût du système de soins »,.

## Comparaison internationale
Le rapport IGF-IGAS de 2019 présente l’AME comme l’un des dispositifs les plus généreux d’Europe, mais cette conclusion est remise en question dans le rapport 2023, dans lequel Claude Évin et Patrick Stéfanini comparent le dispositif français avec celui en Allemagne, Belgique, Danemark, Espagne, Italie, Grande Bretagne, Suède, Suisse. Ils observent « une difficulté générale de lisibilité des dispositifs » mais font le « constat que le système français est, en partie en raison de son caractère centralisé, le plus cadré et le plus transparent de tous ».

## Documents

### Rapports
- Blanche Guillemot et François Mercereau, « Rapport sur l'évolution de l'Aide Médicale d'État » [PDF], sur IGAS, février 2023
- Jack Azoulay, Henri Havard, Philippe Sourlas, Laurent Chambaud et Delphine Corlay, « Mission d’audit de modernisation. Rapport sur la gestion de l’aide médicale d’État » [PDF], sur La Documentation française, 2007
- Alain Cordier et Frédéric Salas, « Analyse de l'évolution des dépenses au titre de l'aide médicale d'État" » [PDF], sur www.igf.finances.gouv.fr/, 2010[78]
- Jean-Yves Latournerie, Jérôme Saulière, Christophe Hémous, Fabienne Bartoli, Francis Fellinger et Jean-Louis Rey, « L'aide médicale d'État : diagnostic et propositions » [PDF], sur www.vie-publique.fr, 31 octobre 2019
- Claude Évin et Patrick Stefanini, « Rapport sur l'aide médicale de l'État », sur www.vie-publique.fr, 4 décembre 2023 (consulté le 30 janvier 2024), dans le contexte de la discussion parlementaire du projet de loi sur l'immigration[67].
- Véronique Louwagie, « Rapport d'information déposé en application de l’article 146 du Règlement par la commission des finances de l'économie générale et du contrôle budgétaire sur l’évaluation du coût des soins dispensés aux étrangers en situation irrégulière et présenté par Mme Véronique Louwagie, rapporteure spéciale », sur assemblee-nationale.fr, 17 mai 2023

### Enquêtes
- F. Jusot, P. Dourgnon, S. Guillaume, J. Wittwer et J. Sarhiri, « Le recours à l’Aide médicale de l’État des personnes en situation irrégulière en France : premiers enseignements de l’enquête Premiers pas », Questions d'économie de la santé, no 245,‎ novembre 2019 (lire en ligne [PDF])
- Rapport d'enquête interassociatif, « Entraves dans l'accès à la santé » [PDF], 2023[79],[23]
- P. Dourgnon, « L'Aide médicale de l'Etat aux confins de l'Etat-providence : coût, état de santé, appel d'air, que nous enseigne la recherche ? » [audio], sur Institut de recherche et de documentation en économie de la santé, décembre 2023

### Autres documents
- « Historique de la création de l'AME », sur www.cnle.gouv.fr, 2009
- Institut de Recherche et de Documentation en Économie de la Santé, « enquête « Premiers Pas » », 2019
- GISTI, Sans-papiers, mais pas sans droits : 8e édition, octobre 2023, 116 p. (ISBN 978-2-38287-174-4, lire en ligne [PDF]), « Aide médicale de l'État », p. 22-26
- Commission nationale consultative des droits de l'homme, « Déclaration pour le maintien de l’Aide médicale d’État (AME) adoptée lors de l'assemblée plénière le 30 novembre 2023 » [PDF], 30 novembre 2023.